# آلویس آلزایمر
آلویس آلتس‌هایمر )آلمانی: Alois Alzheimer؛ ‎/ˈɑːltshaɪmər/‎ AHLTS-hy-mər، ‏ ‎/[invalid input: 'USalso']ˈɑːlts-, ˈɑːlts-/‎ AHLTS-, AHLTS-، آلمانی: [ˈaːlɔɪs ˈʔaltshaɪmɐ] ‏ ۱۴ ژوئن ۱۸۶۴ - ۱۹ دسامبر ۱۹۱۵) روان‌پزشک، عصب‌شناس اهل کشور آلمان بود. او به خاطر شناسایی اولین مورد منتشر شده از «زوال عقل پیش از پیری» شناخته می‌شود، که همکارش امیل کریپلین بعداً آن را به افتخار وی به‌عنوان بیماری آلزایمر نام نهاد.
آلویس در ۱۹ دسامبر ۱۹۱۵ در شهر وروتسواف در جنوب غربی کشور لهستان بر اثر نارسایی قلبی و کلیوی بیماری تب رماتیسمی از دنیا رفت و در گورستان اصلی فرانکفورت به خاک سپرده شد.

## آگوسته دِتر
در روز ۲۵ نوامبر ۱۹۰۱ بیماری بنام آگوسته دِتِر به بیمارستان فرانکفورت منتقل شد که از بیماری زوال عقل رنج می‌برد. این بیمار تا زمان مرگش در ۸ آوریل ۱۹۰۶ تحت مراقبت دکتر آلویس آلزایمر قرار داشت. آلویس بررسی‌هایی را بر روی مغز وی انجام داد و مشاهده کرد که ناهنجاری‌هایی در فیبریل‌های دیواره یاخته‌های مغز وجود دارد که علت پدید آمدن بیماری بود.
آلویس برای نخستین بار در ۳۷ مین کنفرانس روان‌پزشکان آلمان، در سال ۱۹۰۶ به تشریح علائم و نشانه‌های زوال یاخته‌های قشر مغز و آنالیز بافت‌شناسی آن پرداخت.
پس از وی پزشکان دیگر مانند فیشر در ۱۹۰۷، بونفیگلیو در ۱۹۰۸، پروسینی در ۱۹۰۹ پس از مطالعه بر روی مغز آگوسته دیتر مشاهدات و یافته‌های وی را تایید کردند. آلویس آنالیز و یافته‌های مشابهی را در سال ۱۹۱۱ از بیماری دیگر منتشر نمود.

## بیماری آلزایمر
امیل کریپلین همکار آلویس و مسئول بخش روان‌پزشکی مونیخ پس از تایید یافته‌های آلویس درباره بیماری زوال عقل، پیشنهاد داد تا نام این‌گونه بیماری برگرفته از نام همکار خود آلویس آلزایمر باشد.

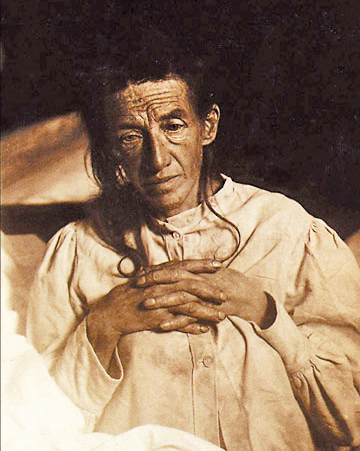
آگوسته دیتر. وی تا زمان مرگش تحت مراقبت آلویس آلزایمر قرار داشت

## درگذشت
در ۱۶ ژوئیه ۱۹۱۲، ویلهلم دوم، شاه پروس گواهینامه استادی آلویس در دانشگاه شهر برِسلاو (University of Breslau) که اکنون بنام وروتسلاو لهستان شناخته می‌شود را امضا کرد. آلویس دعوت‌نامه دانشگاه را پذیرفته و مونیخ را به قصد شهر برسلاو ترک می‌کند. اما در همان دوره سفر در قطار دچار ناراحتی شده و به محض رسیدن در بیمارستان شهر مقصد بستری می‌شود. آلویس در سه سال آخر عمر خود با وجود روبه وخامت گذاشتن بیماری‌اش همچنان به پژوهش و کارهای بالینی پرداخت اما هرگز نتوانست کار خود را به عنوان استاد دانشگاه برسلاو آغاز کند. وی در ۱۹ دسامبر ۱۹۱۵ در شهر وروتسواف لهستان بر اثر نارسایی قلبی و کلیوی ناشی از بیماری تب رماتیسمی از دنیا رفت و پیکرش در گورستان اصلی شهر فرانکفورت به خاک سپرده شد.

## نگارخانه

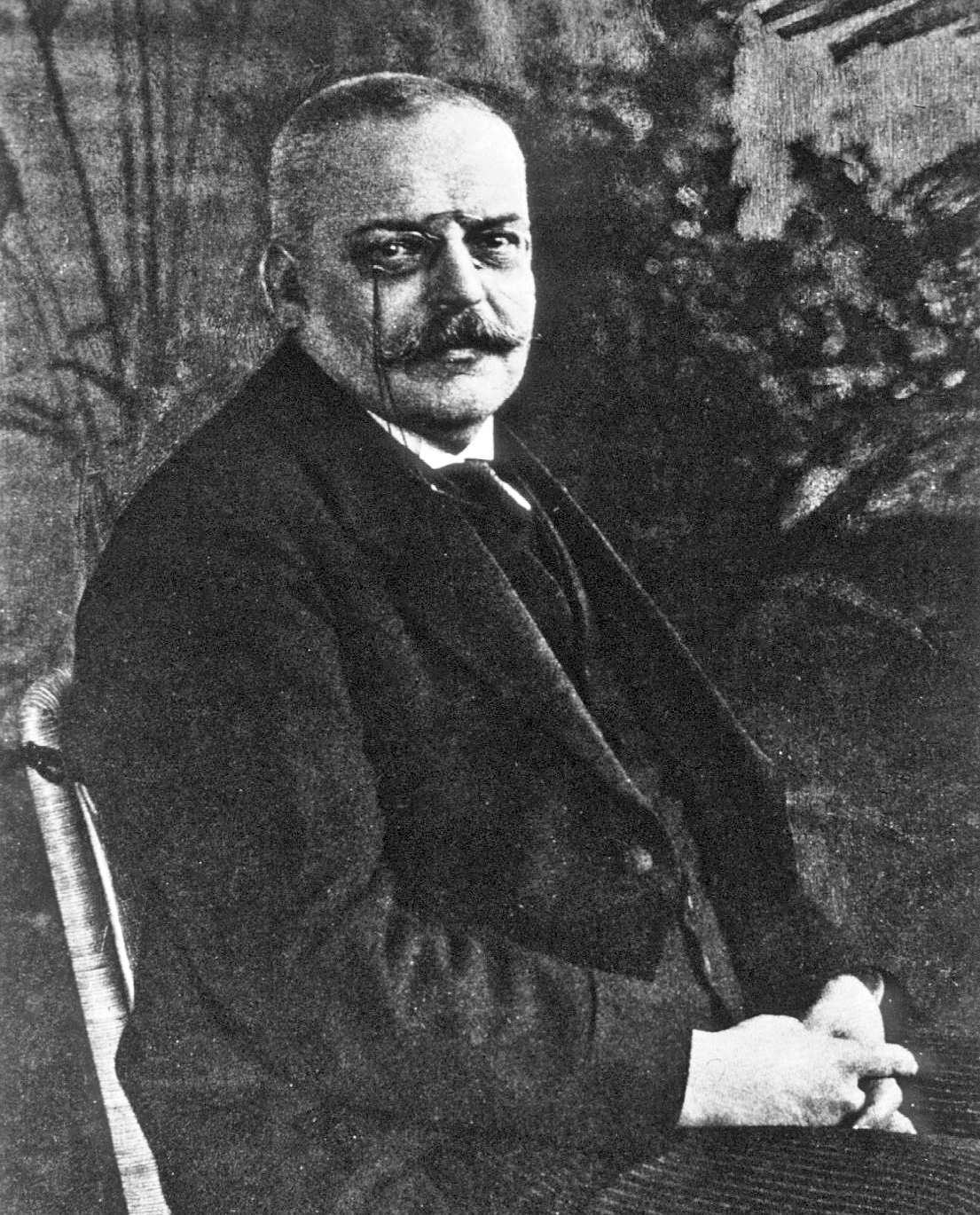
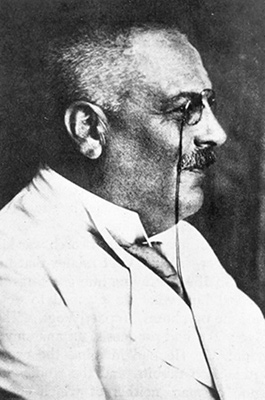
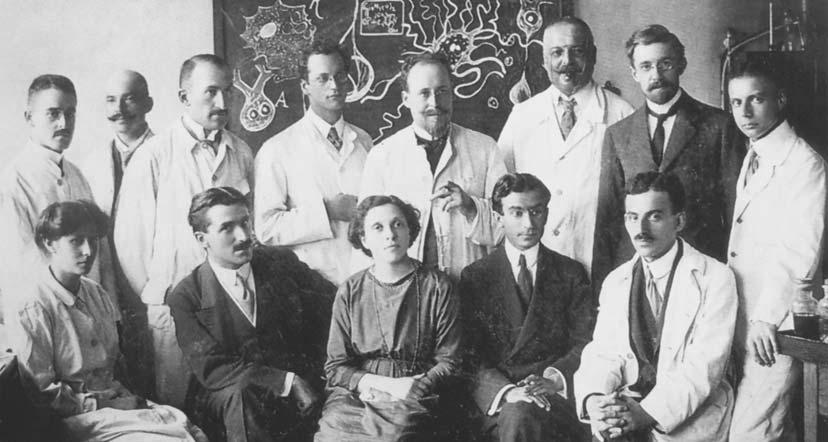
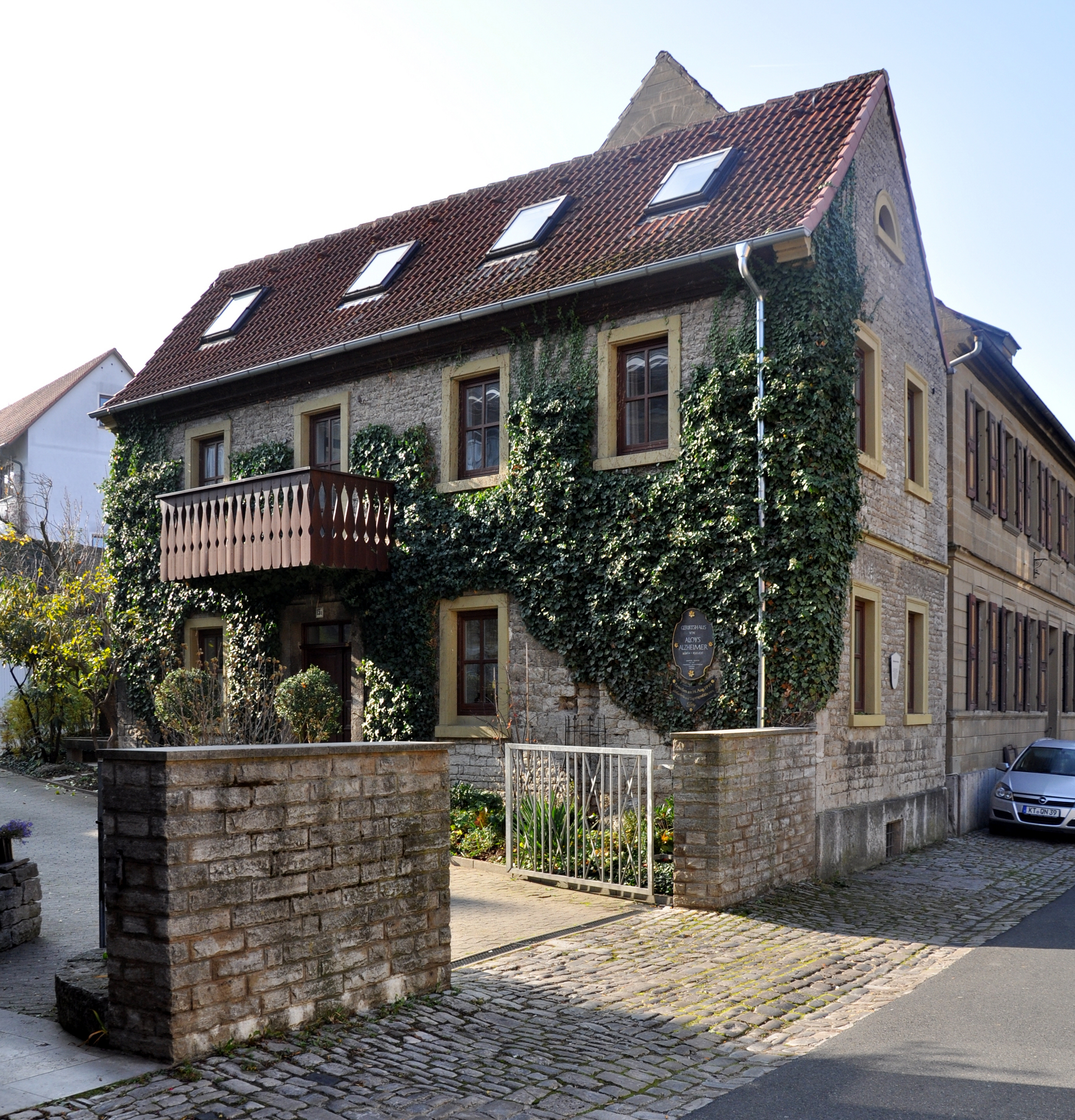
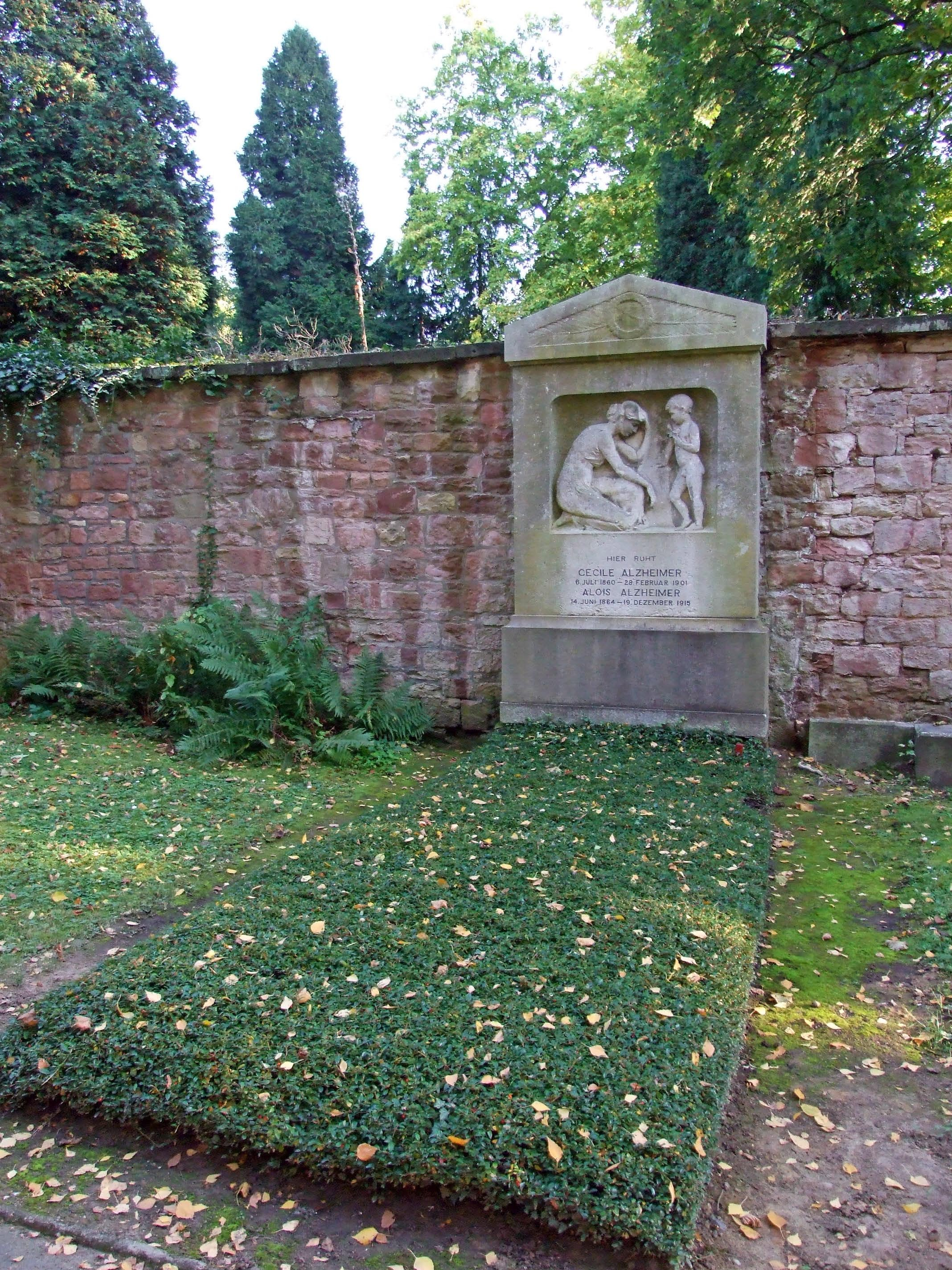